# 瓦卢伊斯
瓦卢伊斯（法語：Vallouise，法語發音：[valwiz]）是法国上阿尔卑斯省的一个旧市镇，位于该省东北部，属于布里扬松区。2017年1月1日，瓦卢伊斯和相邻的佩尔武合并为新市镇瓦卢伊斯-佩尔武（Vallouise-Pelvoux）。

## 地理
瓦卢伊斯（44°50'42"N, 6°29'13"E）面积68.58 平方千米，位于法国普罗旺斯-阿尔卑斯-蓝色海岸大区上阿尔卑斯省，该省份为法国东南部内陆省份，北起萨瓦省，西北接伊泽尔省，西南接德龙省，南至上普罗旺斯阿尔卑斯省，东北部与意大利接壤。
与瓦卢伊斯接壤的市镇（或旧市镇、城区）包括：拉让蒂耶尔-拉贝塞、尚波莱翁、拉沙佩勒-昂瓦尔戈德马、佩尔武、皮圣樊尚、圣马丹德凯里耶尔、莱维尼欧、瓦桑地区圣克里斯托夫。

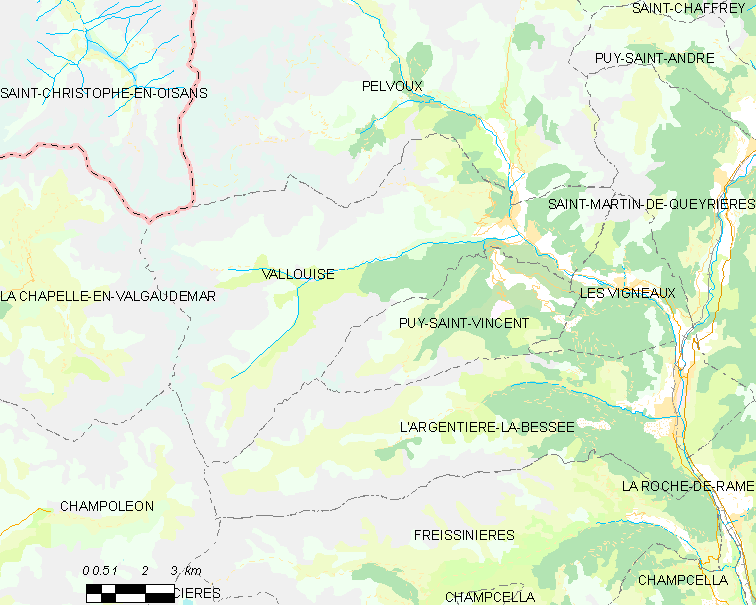
瓦卢伊斯的OSM定位图

瓦卢伊斯的时区为UTC+01:00、UTC+02:00（夏令时）。

## 行政
瓦卢伊斯的邮政编码为05290，INSEE市镇编码为05175。

## 政治
瓦卢伊斯所属的省级选区为拉让蒂耶尔-拉贝塞县。

## 人口

1962-2008年间瓦卢伊斯人口变化图示

瓦卢伊斯于2018年1月1日时的人口数量为748人。